# Le Bassin aux nymphéas
Pour les articles homonymes, voir Bassin et Nymphéa.
Le Bassin aux nymphéas est une peinture à l'huile impressionniste sur toile, de Claude Monet (1840-1926) composée en 1919 dans le jardin d'eau et l'atelier d'artiste de sa maison de Giverny dans l'Eure en Normandie (actuelle fondation Claude Monet). Un de ses ultimes chefs-d'œuvre de sa série  Les Nymphéas de près de 250 tableaux (référence W.1890).

## Histoire

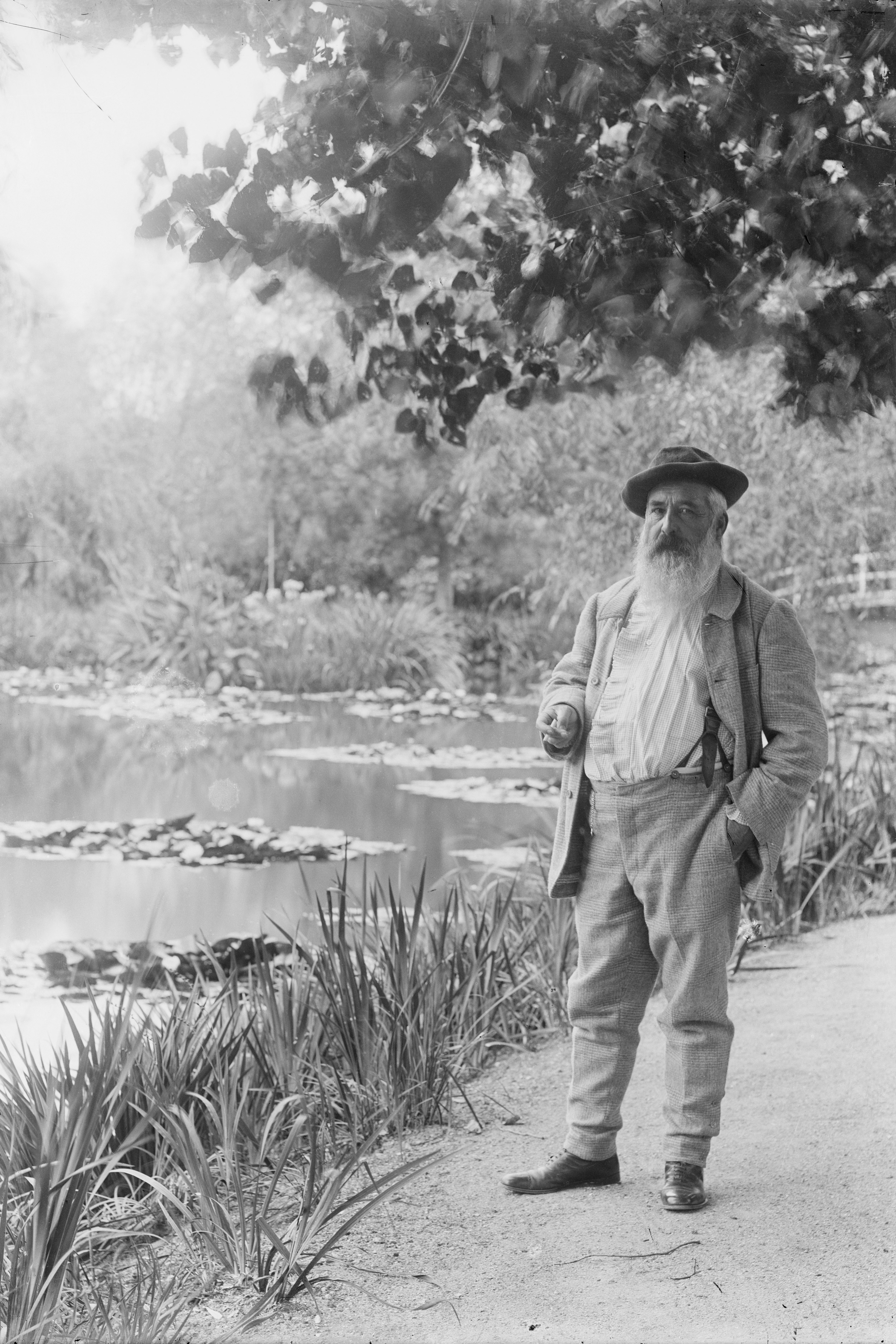
Claude Monet, en 1905.

Claude Monet est un des fondateurs de l'impressionnisme. Il réalise sa série Les Nymphéas d'environ 250 peintures à l'huile impressionnistes, à partir de 1895 (alors âgé de 55 ans) dans son ultime période des séries, durant les 31 dernières années de sa vie, alors qu'il perd progressivement la vue des suites d'une double cataracte.
Il compose cette œuvre sur le thème de la flore de l'étang aux nymphéas du jardin d'eau qu'il fait aménager dans sa maison de Giverny (jardin remarquable et actuelle fondation Claude Monet,), avec diverses nuances des bleus-violets de l'eau, des jaunes-verts-oranges des plantes aquatiques et des reflets des arbres dans l'eau, et des rouges-violets des fleurs de nénuphars. Il consacre la fin de sa vie à son jardin et déclare : « Qu'y a-t-il à dire de moi ? Que peut-il y avoir à dire, je vous le demande, d'un homme que rien au monde n'intéresse que sa peinture — et aussi son jardin et ses fleurs ». Le mot nymphéa fait également référence à la nymphe Flore de la mythologie gréco-romaine (limoniade de la flore, des fleurs, des plantes, et déesse du printemps) .

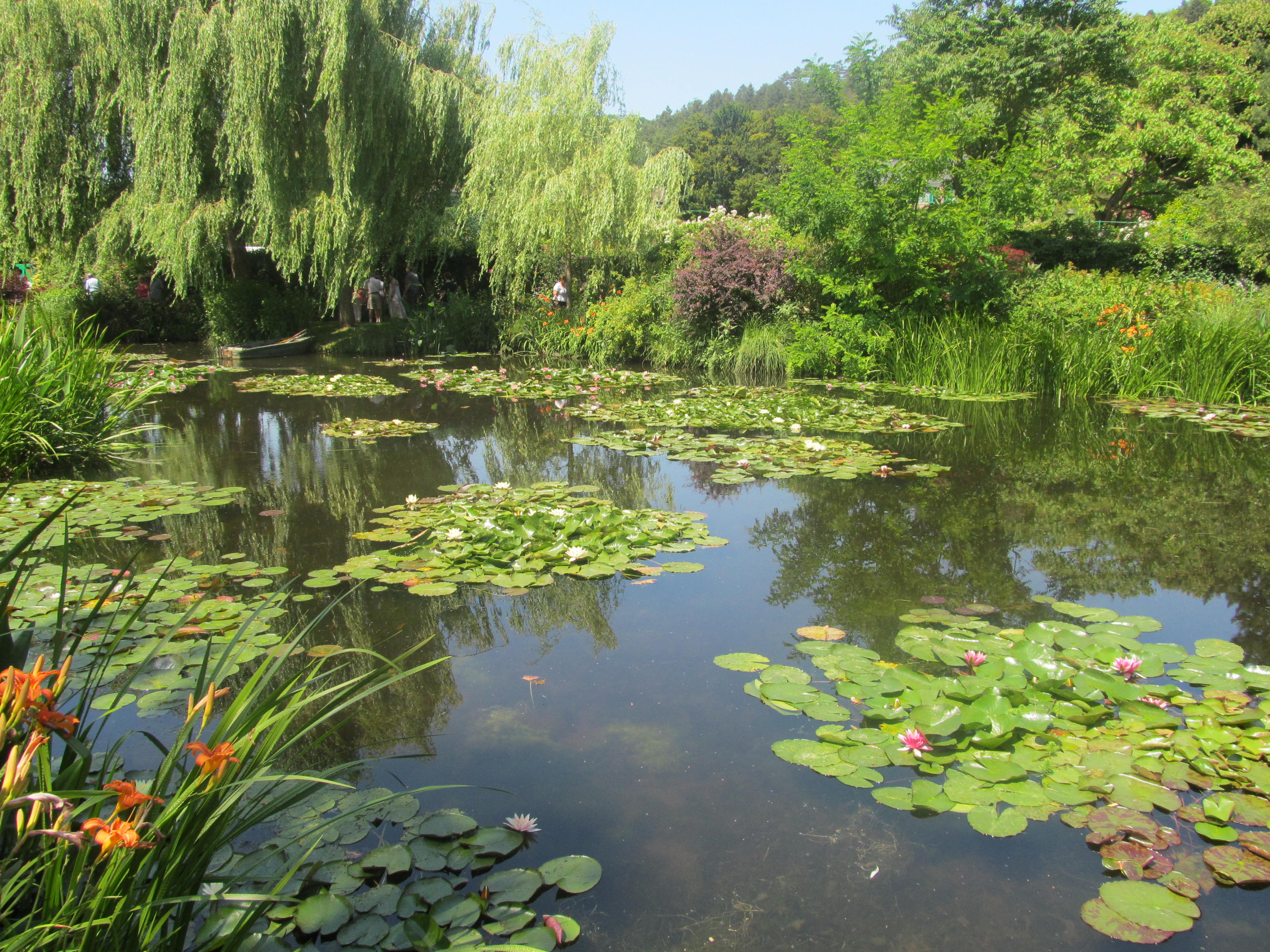
Jardin d'eau de la Fondation Claude Monet de Giverny.

Cette œuvre est une ultime déclinaison d'une dizaine de versions de Bassin aux nymphéas du peintre, avec divers niveaux de lumières et de luminosités, exposées en particulier aux musée Marmottan Monet et musée d'Orsay de Paris, ainsi que dans de nombreux musées et collections privées du monde, dont le Metropolitan Museum of Art de New York, ou le Carnegie Museum of Art de Pittsburgh....

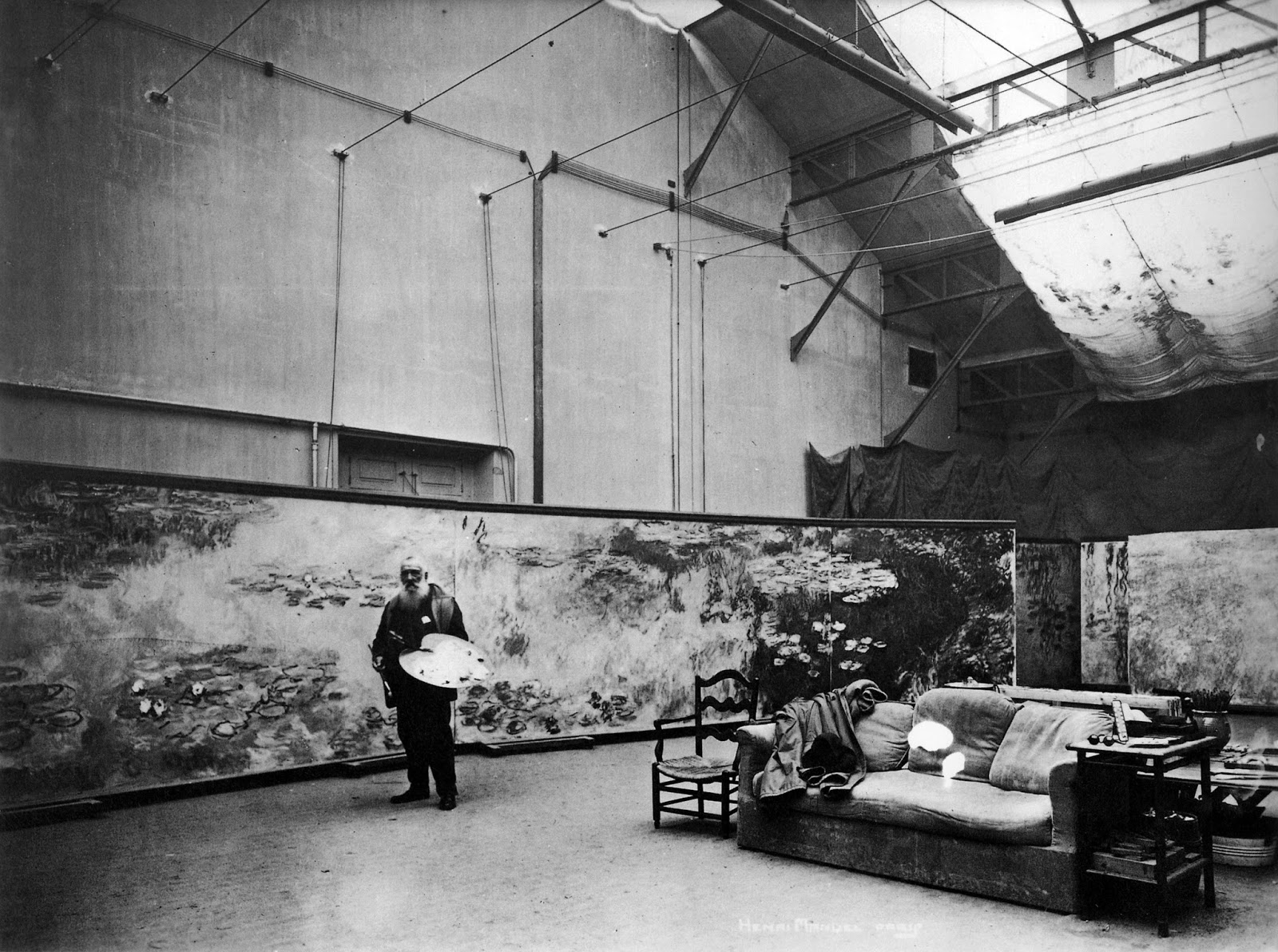
Claude Monet dans son atelier d'artiste de Giverny, en 1920.

À la fin de la vie de Claude Monet, son ami Georges Clemenceau fait concevoir un espace unique au musée de l'Orangerie du jardin des Tuileries de Paris, avec deux salles elliptiques pour exposer une frise panoramique à base de grands panneaux de sa série Les Nymphéas, une des plus vastes réalisations monumentales de la peinture de la première moitié du XXe siècle, symbole de l'aboutissement artistique de sa carrière. Claude Monet offre alors cette œuvre monumentale à la France, le 12 novembre 1918, au lendemain de la signature de l’armistice du 11 novembre 1918 de la Première Guerre mondiale, en symbole de paix dans un monde en guerre. Il écrit à son ami Clemenceau « sur le point de terminer deux panneaux décoratifs que je veux signer le jour de la Victoire et je vous écris pour vous demander s'ils pourraient être offerts à l'État avec votre intermédiaire. C'est peu, mais c'est le seul moyen que j'ai de participer à la victoire »,,,,.

Quelques variantes du Bassin Aux Nymphéas
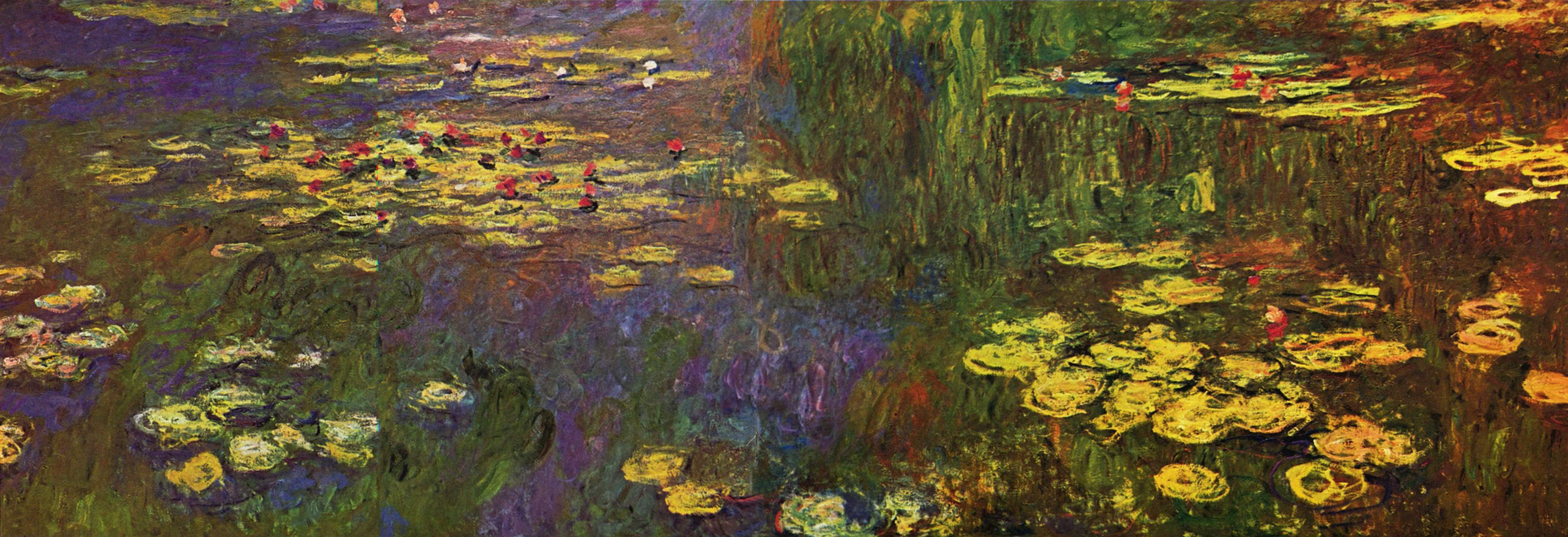
Musée de l'Orangerie du jardin des Tuileries de Paris.
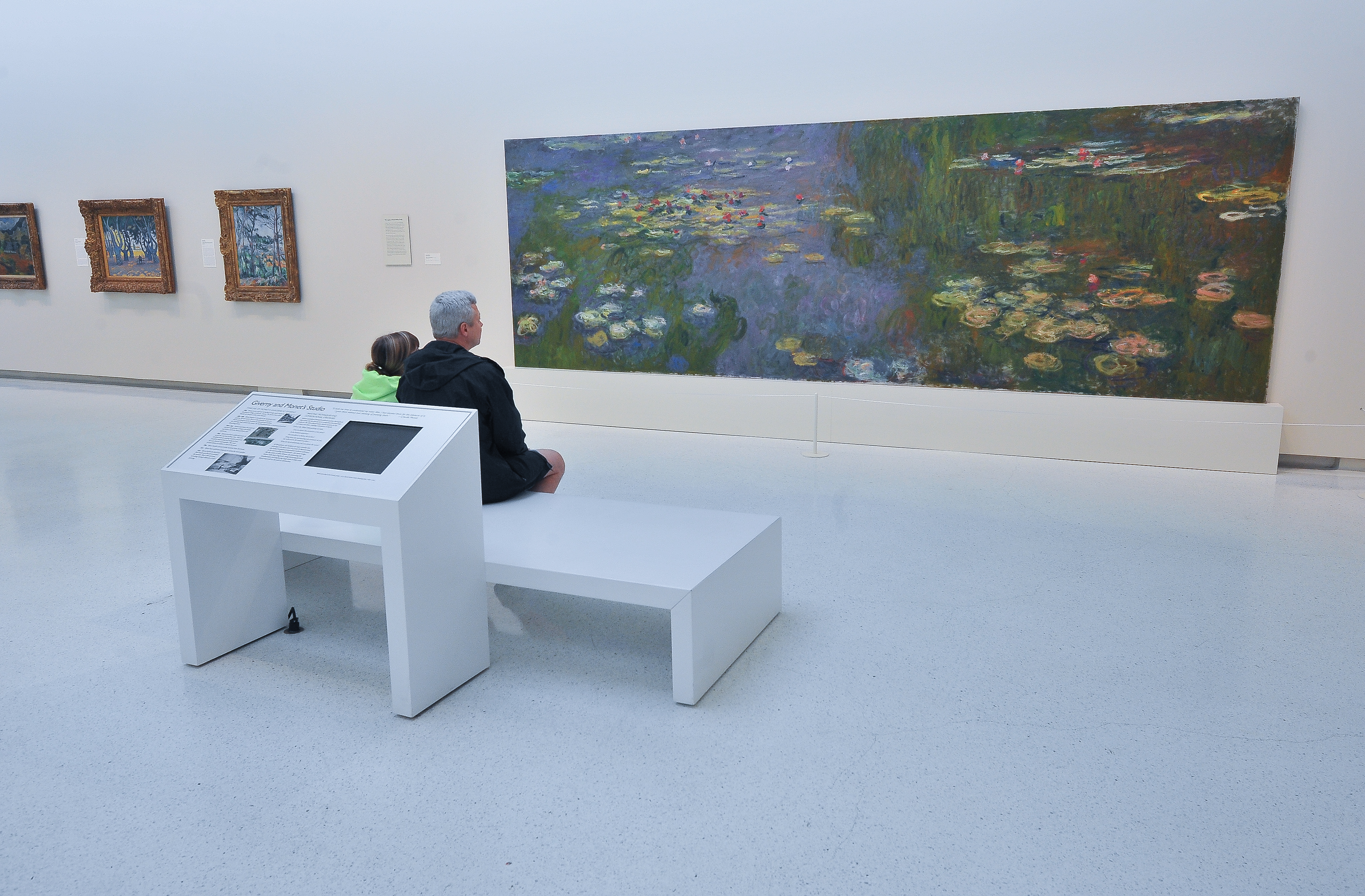
Carnegie Museum of Art de Pittsburgh.
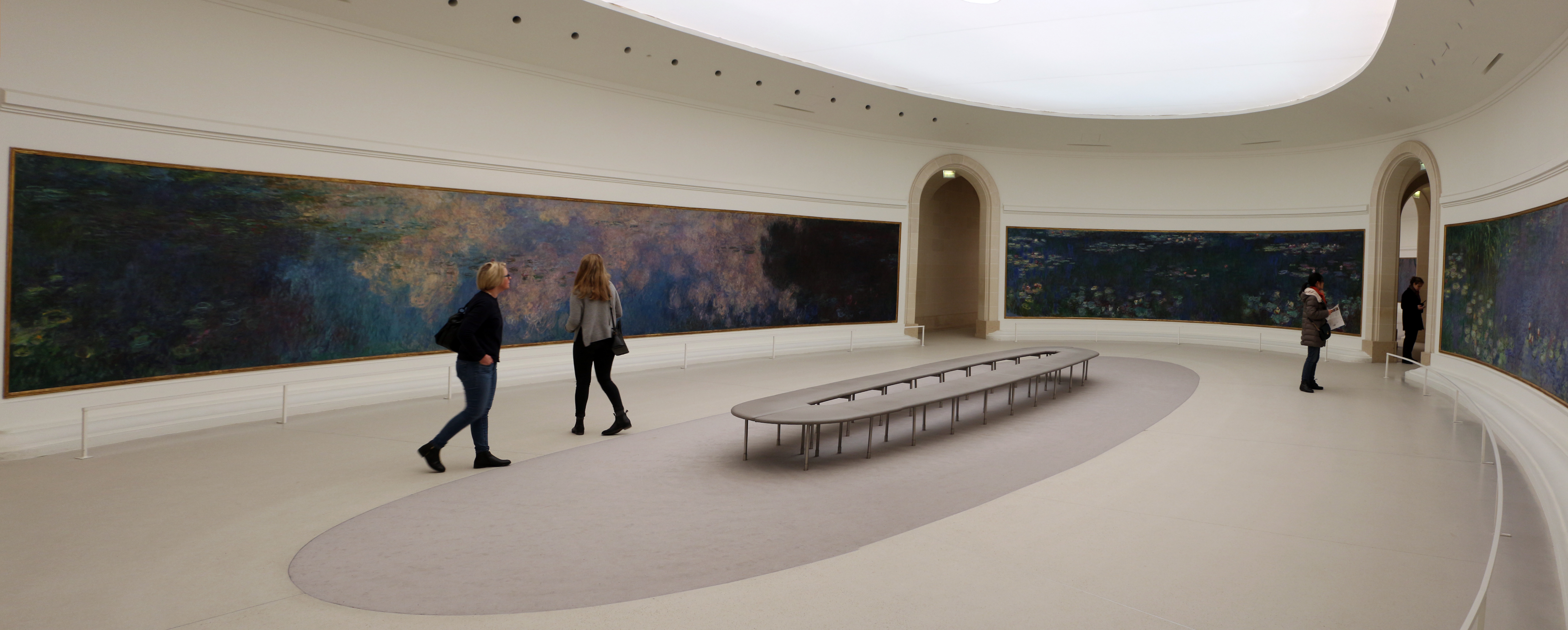
Musée de l'Orangerie du jardin des Tuileries de Paris.
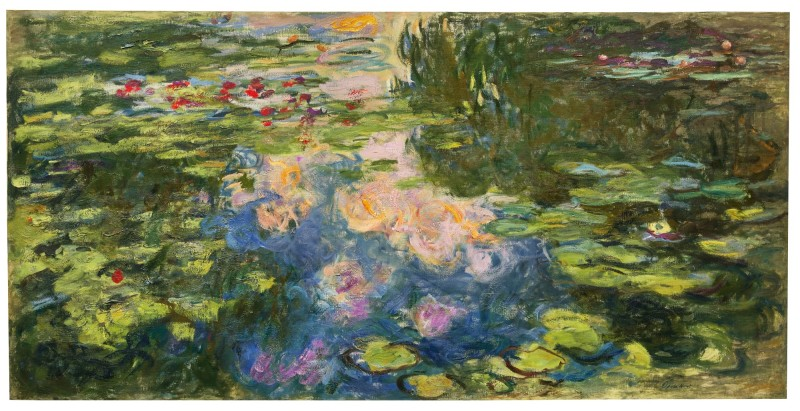
vente W.1897 chez Sotheby's de Londres
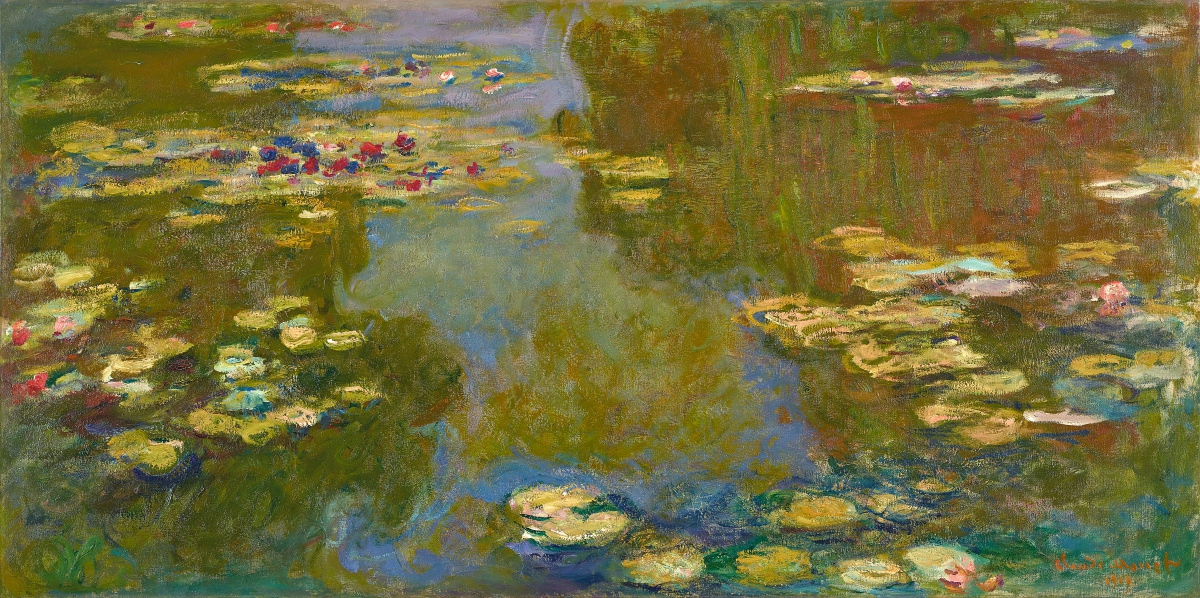
Anc. collection privée Paul Allen (W.1894).
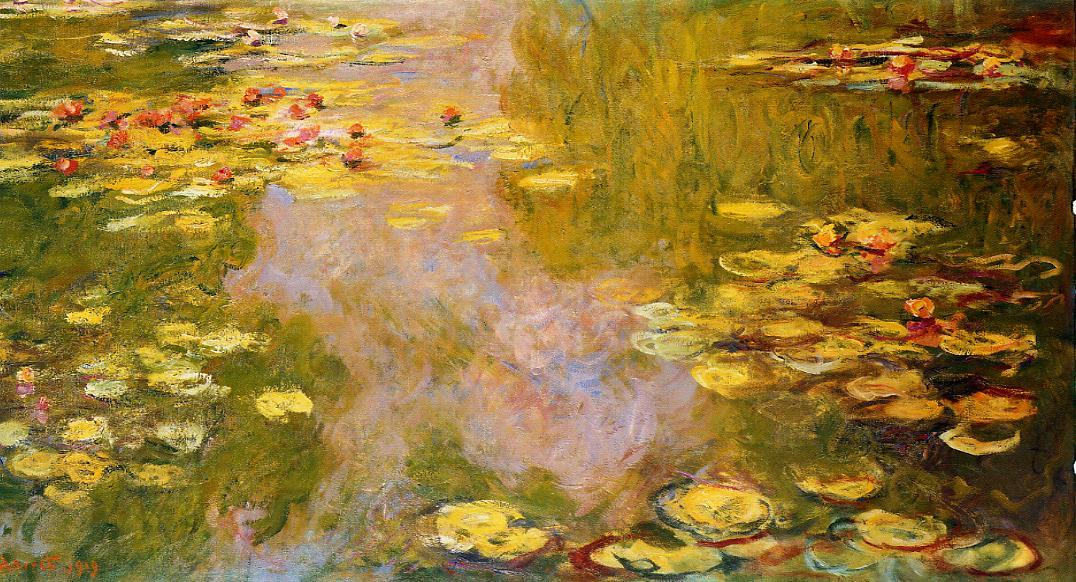
Metropolitan Museum of Art de New York.

Cette œuvre est acquise en 1971 pour 320 000 $ aux enchères chez Sotheby's à New York, puis pour 80,4 millions de $ (51,6 millions d'€) le 25 juin 2008, chez Christie's à Londres, par un collectionneur privé (record mondial pour une œuvre de Monet, une des peintures les plus chères du monde),.
Une composition similaire, n° 1897 au catalogue raisonné de Wildenstein, a été vendue chez Christie's à Londres le 13 mai 2021 pour plus de 70 millions de dollars américains.
Une autre composition fort similaire, n° 1898 au catalogue raisonné de Wildenstein, a été vendue chez Christie's à New York le 9 novembre 2023 pour 74 millions de dollars américains.